# Presa de Cartago (439)
La presa de Cartago pel rei vàndal Genseric va tenir lloc el 19 d'octubre de 439. Amb la presa de Cartago, la segona ciutat més important del Imperi Romà d'Occident (a l'actual Tunísia), va culminar la conquesta vàndala del nord d'Àfrica i es va consolidar el regne vàndal que perduraria durant els cent anys següents fins que va ser conquerit per l'Imperi Romà d'Orient el 534. Com ha assenyalat David Álvarez Jiménez, després de la conquesta de Cartago «la història de l'Imperi Romà d'Occident no va tornar a ser la mateixa». L'autor antic Salvià de Marsella la va descriure així: quasi animam captivavere rei publicae ('com si haguessin capturat l'ànima de l'Estat').

## Antecedents

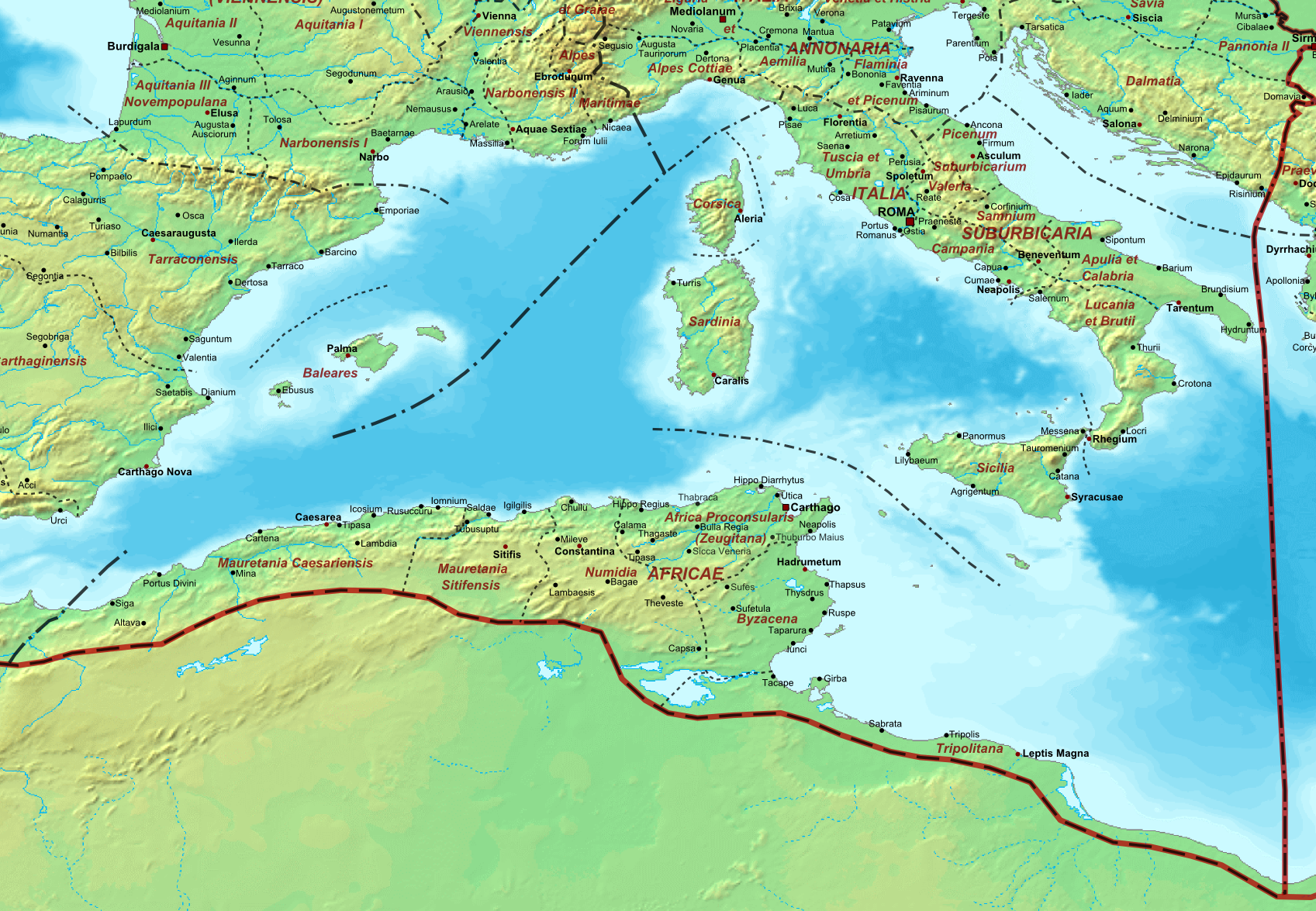
Mapa de la diòcesi d'Àfrica cap a l'any 400. No inclou la província de Mauretania Tingitana.

El propòsit de Genseric quan va creuar l'estret de Gibraltar des d'Hispània al maig de 429 al capdavant dels seus quinze mil guerrers vàndals asdings i alans, als que acompanyaven una seixantena de mil dones, nens, ancians i esclaus, era apoderar-se de la rica diòcesi d'Àfrica, el «graner de Roma». De maig a agost de 429 van recórrer set-cents quilòmetres fins a aconseguir la ciutat d'Altava a la Mauretania Caesariensis i després d'haver travessat la província de Mauretania Tingitana. Deu mesos després ja es trobaven davant les muralles d'Hipona, la ciutat d'Agustí, mil dos-cents quilòmetres més lluny (havent travessat les províncies de Mauretania Sitifensis) i de Numídia i entrat a la d'Àfrica proconsular). El comes de l'África Bonifaci havia intentat aturar el seu avanç però va ser derrotat en la batalla de Calama (maig de 430).
Bonifaci es va refugiar llavors amb la resta del seu exèrcit a Hipona. Els vàndals la van sotmetre a un setge que va durar més d'un any, de juny de 430 a agost de 431 —durant el setge va morir Agustí. El setge va durar tant de temps perquè els vàndals no dominaven encara l'art de prendre una ciutat emmurallada. Els reforços enviats des d'Orient sota les ordres del comes Aspar no van poder evitar una nova derrota de Bonifaci. Est va ser cridat a Ravenna per l'emperadriu Gal·la Placídia, que governava l'Imperi d'Occident en nom del seu fill de poca edat Valentinià III, amb la finalitat que la recolzés contra el general semibàrbar Aeci però Bonifaci va ser derrotat i ferit de mort a la batalla de Rímini (tardor de 432).
Aeci, el nou home fort d'Occident, va optar per signar un acord de pau amb Genseric —la convenció d'Hipona— segons el qual els vàndals obtenien en estatut de foederati, instal·lats a Mauretania Sitifensis i a Numídia, però reconeixent l'autoritat de l'emperador Valentinià III en nom del qual assegurarien la defensa de les dues províncies. «Per aquest tractat, anàleg als que Roma havia conclòs abans amb certes tribus berbers, el poder imperial pensava haver salvat l'essencial: Cartago, l'Àfrica proconsular i la Bizacena, la metròpoli i les terres més riques de blat d'Àfrica», ha afirmat Pierre Cosme. Tot i això, com ha assenyalat Claire Sotinel, «Genseric sabia que havia conquerit un regne». Una valoració amb què coincideix David Álvarez Jiménez a destacar les diferències d'aquest tractat amb el signat per l'Imperi amb els visigots uns anys abans: «els vàndals no eren vigilats de prop per forces militars romanes ni tampoc ocupaven una zona marginal del territori (en aquest cas, hauria estat la Tingitania el lloc adequat per ressituar-los) des d'on se'ls podia controlar i en el cas que no respectessin el tractat, combatre. En canvi, als vàndals se'ls va deixar pràcticament via lliure per actuar com voldrien... De fet, endinsant-se en el pla militar, els vàndals es van convertir en el veritable exèrcit romà d'Àfrica davant la manifesta inexistència d'un cos de tropes imperial que impedís o dificultés la seva expansió ulterior». No obstant això, Peter Heather valora de forma diferent el tractat, ja que considera que van ser els romans els que van obligar a Genseric a negociar —concretament el general Aspar enviat per l'emperador d'Orient a Cartago al capdavant d'un contingent— i que van aconseguir salvar el que és important: l'Àfrica proconsular i la Bizacena.

## La presa de Cartago
A l'octubre de 439, quatre anys més tard de la signatura de la convenció d'Hipona, Genseric va trencar l'acord i va prendre Cartago per sorpresa el 19 i a continuació es va apoderar de l'Àfrica proconsular i de Bizacena. La data que va escollir tenia un cert simbolisme ja que aquell mateix dia de l'any 202 aC va tenir lloc la batalla de Zama que va suposar el final de la Segona Guerra Púnica i la derrota del cabdill cartaginès Aníbal, el que ja va ser destacat pel cronista Pròsper d'Aquitània.
Hi ha dos relats sobre com es va produir la presa de Cartago. El bisbe «catòlic» Víctor de Vita, originari d'aquesta localitat de la província de Bizacena, a la seva La Història de la persecució de la província d'Àfrica, escrita cap a 484, insisteix en la devastació provocada pels vàndals a la ciutat —les troballes arqueològiques semblen confirmar el seu relat— i destaca alhora que eren arrians (en la seva descripció es troba l'origen del terme vandalisme), mentre que Pròsper d'Aquitània va escriure que «Genseric va prendre Cartago per l'engany de la pau [dolo pacis invadit]», volent dir amb això que la ciutat va ser ocupada sense que hi hagués destrucció, però relatant a continuació que «torturà» certs ciutadans i es va apropiar dels seus béns i espolià les esglésies negant-los la seva condició de llocs de culte niceni per convertir-les al culte arrià. Va ser especialment dur amb la noblesa i el clergat «catòlic» locals, tal com havien fet amb anterioritat a les altres províncies africanes. El bisbe de Cartago Quodvultdeus va ser expulsat de la seva seu i obligat a embarcar rumb a Nàpols. Per la seva banda, Víctor de Vita va relatar que Genseric va reduir a l'esclavitud els nobles de la ciutat, encara que també va escriure que una part dels aristòcrates africanoromans es va aproximar al rei vàndal per «implorar el seu favor».
El bisbe Quodvultdeus va narrar així el que va passar:
| « | On és Àfrica, que era per a tothom com un jardí de les delícies?... Potser no ha estat cruelment castigada la nostra ciutat [Cartago] per no haver volgut aprendre la lliçó que havia suposat el correctiu rebut per les altres províncies?... No hi ha ningú per enterrar els cadàvers dels morts, però l'horrible mort ha tacat tots els carrers i tots els edificis, la ciutat sencera en realitat. I penseu en els mals de què estem parlant! Mares de família arrossegades al captiveri; dones embarassades brutalment mortes... nens arrencats dels braços de les seves iaies i llançats a una mort segura als carrers... L'impiu poder dels bàrbars ha arribat a exigir fins i tot que les dones que un dia fossin senyores de moltes serventes quedessin sobtadament reduïdes al paper de vils criades dels bàrbars... Cada dia arriben a les nostres orelles els crits d'aquells que han perdut un marit o un pare en aquest atac. | » |

### Debats entre historiadors
Sobre la presa de Cartago i la consegüent ocupació de l'Àfrica proconsular i de la Bizacena existeixen dos grans debats entre els historiadors. El primer tracta sobre per què Aeci, l'home fort d'Occident, no va desplaçar allí un exèrcit per fer front a Genseric, tenint en compte que aquestes províncies eren vitals per a l'aprovisionament de gra de Roma i d'Itàlia. Va donar prioritat a restablir el domini romà sobre la Gàl·lia, com sostenen alguns historiadors. David Álvarez Jiménez, seguint en part el relat de Procopi, concedeix gairebé tot el mèrit a Genseric, ja que va escollir per atacar Cartago un moment en què Aeci es trobava lluitant a les Gàl·lies i, més concretament, el mes d'octubre sabent que era l'últim de la temporada de navegació (després els riscos de naufragi eren molt grans). «Amb això, Genseric va pretendre evitar que des de Ravenna [la capital de l'Imperi d'Occident] es realitzés qualsevol contraofensiva efectiva immediata... Aeci es trobava lluny, ocupat a la Gàl·lia, mentre que en època hivernal era difícil congregar-ne una important flota. Genseric sabia perfectament que si tenia èxit a la captura de Cartago, disposaria de molts mesos per afrontar amb solidesa una resposta romana i dissenyar un pla de defensa».
Per la seva banda Peter Heather eximeix de tota responsabilitat Aeci, «l'últim gran heroi romà occidental del segle v». Potser va pecar d'ingenuïtat en creure que «després de quatre anys de pau relativa» «Genseric respectaria el tractat acordat el febrer de l'any 435» —«la gent havia deixat de prestar-li atenció». «Sospito que hi havia, simplement, massa inestabilitat en altres llocs de l'imperi per poder deixar a Cartago tropes amb què atendre una eventualitat jutjada improbable. En particular, la guerra contra els visigots, a la qual s'havia posat fi just abans que Genseric prengués aquesta iniciativa, probablement havia requerit la contribució de tots els homes disponibles. Per tant, com que Cartago no disposa més que d'una guarnició composta per uns efectius mínims, l'astut vàndal ho va tenir tot a favor seu.».
El segon debat tracta sobre com va ser possible que Cartago, que comptava amb sòlides defenses, fos presa tan ràpidament. Hi ha el dubte si Genseric va comptar amb alguna ajuda des de l'interior de la ciutat o que els vàndals havien après les tècniques de l'assalt d'una ciutat emmurallada. Segons Hidaci, la conquesta de Cartago va ser fraude decepta, és a dir, es va fer amb enganys. Salvià va relatar que Genseric es va apoderar de la ciutat mentre els seus habitants es divertien al circ i als teatres. Dos segles més tard Isidor de Sevilla recalcava que «Genseric, de l'amistat del qual ja no es dubtava, violant el respecte sagrat al jurament, envaeix Cartago amb l'engany de la pau [dolo pacis]». Sobre aquests relats dels autors antics, que «ressalten tant l'ús de l'engany per part vàndala com la sorpresa del cop», David Álvarez Jiménez proposa la hipòtesi que Genseric potser recorregués a «una estratègia del tipus Cavall de Troia», aprofitant, com ja va destacar André Chastagnol, les festes que tenien lloc a la ciutat amb motiu de la reunió del Concili de les Diòcesis d'Àfrica que coincidien amb el final de la temporada de navegació. Fins i tot potser Genseric hauria estat convidat a les mateixes a causa de la «confiança generada entre les autoritats romanes de la ciutat davant els seus quatre anys de bon comportament com a federat».

## Conseqüències
La ciutat no va ser arrasada ja que Genseric la va convertir en la capital del regne vàndal i en la metròpoli de l'arrianisme. Nombrosos notables de la ciutat van ser desposseïts dels seus béns en benefici dels vencedors. «Una manera de desarmar els eventuals oponents», han subratllat Pierre Cosme. Per la seva banda, Luis Agustín García Moreno ha assenyalat que amb la conquesta del nord d'Àfrica pels vàndals va néixer «el primer Estat germànic que no reconeixia cap superioritat a l'Imperi ni mantenia amb ell cap aliança». De la importància que van concedir els vàndals a la presa de Cartago en dóna idea que a la data de la seva captura van situar l'inici del seu calendari, mitjançant l'ús de la fórmula anno... regis Geiserici.
Per la seva banda, Pierre Cosme ha destacat també l'important paper indirecte exercit pel regne vàndal a la caiguda de l'Imperi Romà d'Occident. «Privat de les seves províncies més riques, l'Imperi Romà d'Occident va quedar confinat a l'oest del continent europeu, en part ocupat pels bàrbars. No va sobreviure més que trenta-set anys després a la presa de Cartago, fins a la seva caiguda definitiva el 476». En el mateix sentit, per a Chris Wickham la presa de Cartago el 439 va ser probablement «el punt d'inflexió que fa irreversible la caiguda de l'imperi d'Occident», en la mesura que Roma perdia el control sobre la regió que era el seu principal proveïdor de gra i oli. David Álvarez Jiménez coincideix amb Cosme i amb Wickmam: «Certament el mal a l'Imperi, tant el moral, el polític, l'estratègic com principalment l'econòmic, derivat d'aquesta catàstrofe suposava un cop molt dur per a la seva pervivència... un punt d'inflexió fonamental per a la ulterior caiguda de l'Imperi Romà d'Occident».